# 文殊皇帝
文殊皇帝，或稱曼殊師利大皇帝（藏語：འཇམ་དབྱངས་གོང་མ་ཆེན་པོ，威利转写：vjam dbyangs gong ma chen po）是藏传佛教对中国皇帝（特别是清朝皇帝）的敬称。藏传佛教认为中国皇帝是文殊菩萨化身，使世界安宁的轉輪王，「文殊菩薩皇帝」、「文殊大皇帝」為順治年間以降西藏致書清廷時常用的啓頭語，满洲人又稱皇帝為佛爺。

## 詞源
清代官修《欽定滿洲源流考》認為“滿洲”之名來自「曼殊師利」（羅馬化：Manjusri，即文殊菩薩），因此清朝皇帝也叫文殊皇帝。乾隆帝更是直接表示，族名“满洲”源于文殊菩萨，他还特别在其诗中自注以表示对这一说法的认同；而現代持這種觀點學者認為努爾哈赤建國時，满语是以“滿洲固倫”（穆麟德轉寫：manju gurun，意思是「滿洲國」）為名，即取“文殊菩薩的土地”之意。
歷史上清兵入關前滿洲人信仰的是薩滿教而非佛教，許多歷史研究者並不認可這一說法，提出「曼殊師利」一稱可能是由蒙古語借入滿語的。关于“满洲”一词的来历有多种说法，莫衷一是。

## 使用
因佛经《文殊師利法寶藏陀羅尼經》云：「爾時世尊告金剛密跡主菩薩言：『我滅度後，於此贍部洲東北方，有國名大振那（秦之转译），其國中有山號曰五頂（即五臺山）。文殊師利童子遊行居止，為諸眾生於中說法。』」。藏传佛教语境中用于世俗统治者的“文殊菩萨化身”指的是「中国」（藏語：རྒྱ་ནག，威利转写：rgya nag，今譯中原/漢地）王朝的统治者中国皇帝。藏族史家看来，元朝统治的最主要和核心的地区是汉地，明朝继承的是元朝的正统。因此，藏传佛教语境中将“文殊菩萨化身”这一据称用于忽必烈的称呼加于明朝皇帝身上。
元明两朝，西藏等地僧俗领袖将皇帝称为“文殊皇帝”的记载并不多。元代，蒙古大汗被称为菩萨的现象时有出现，但特别提出是文殊菩萨的，只有元顺帝時的居庸关云台《造塔功德记》。忽必烈被认为是文殊菩萨的化身，更可能是后世的创造。除《造塔功德记》外，衛藏高僧衮钦觉囊巴朵波巴在传记中提及元顺帝是“文殊大皇帝”。明朝皇帝被称“文殊皇帝”或“文殊”化身的情况亦不多见。《贤者喜宴》记载，永乐三年（1405）大宝法王哈立麻称朱元璋及其皇后是“文殊和度母的化身”。此外，大乘法王将朱棣称为“文殊怙主”（藏語：འཇམ་དབྱངས་མགོན་པོ་，威利转写：'jam dbyangs mgon po）。明末，固始汗在《铁龙年顾实汗颁给达普寺的铁券文书》中，将崇祯帝称为“文殊皇帝”。
清朝皇帝“转轮王”和“文殊菩萨化身”称号正是基于上述历史背景而来。随着16世纪后半叶藏传佛教全面传入蒙古地区，藏传佛教赋予世俗统治者的“转轮王”和“文殊菩萨”称号被蒙藏两地的贵族广泛接受。清朝入关后，这两个称号随之被加于清朝皇帝之上。与明朝相比，清朝与蒙古诸部的关系更为复杂和密切。于是，在清朝与蒙古诸部的频繁往来中，清帝被蒙藏高层普遍称为“转轮王”或“文殊菩萨化身”。